# Padre

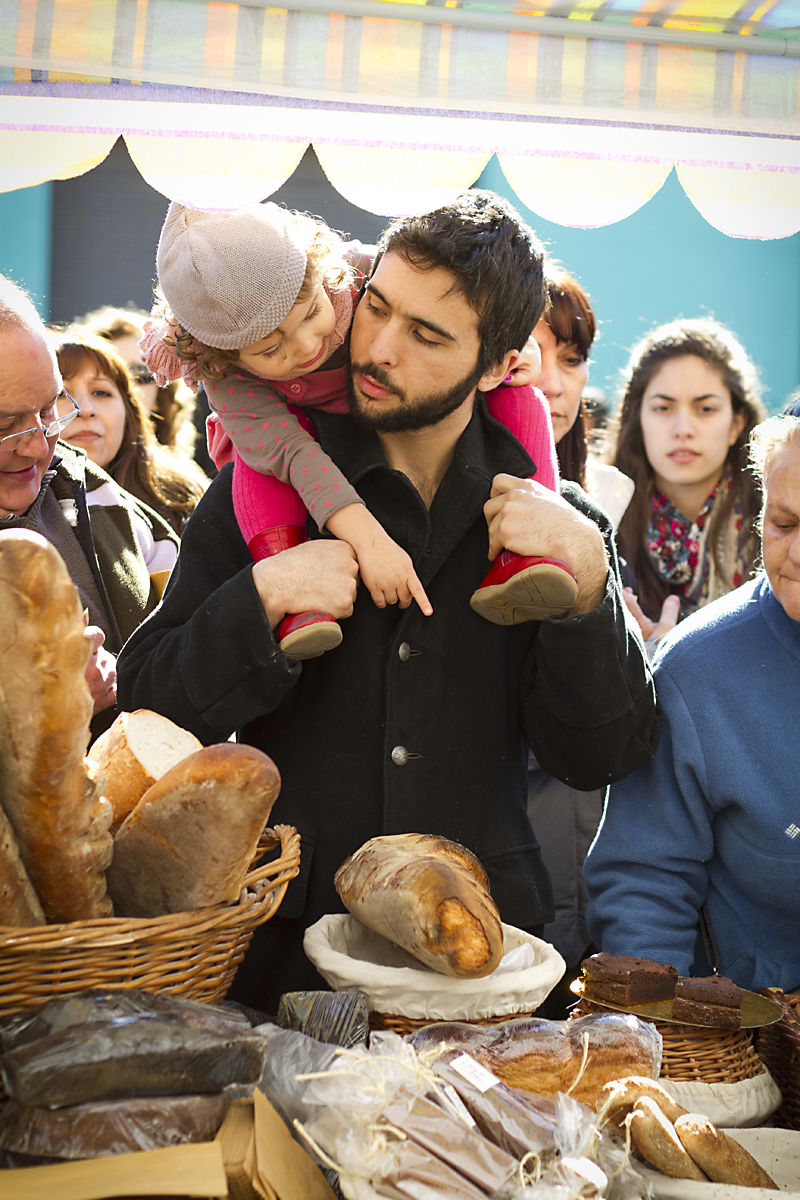
Padre e figlia

Il padre è il genitore maschio di uno o più figli.
La condizione di essere padre è detta paternità.
In forma vocativa, oppure colloquiale e affettuosa, in italiano si usa "papà" o "babbo"; la prima forma ormai diffusa in tutte le regioni, la seconda tradizionale di alcune regioni centrali (Umbria, Marche, Lazio settentrionale), settentrionali (Romagna), insulari (Sardegna) e particolarmente resistente in Toscana.

## Attribuzione
Generalmente è la parentela biologica a stabilire la paternità. In realtà le prove certe di paternità sono sempre state intrinsecamente problematiche, e quindi spesso sono state regole sociali a indicare chi debba essere considerato il padre (attribuendo questa responsabilità, ad esempio, al marito della madre; se il figlio proviene da una precedente relazione della madre, il marito si definisce patrigno).
Questo metodo di determinazione sociale della paternità è stato adottato fin dall'antichità. L'approccio sociale è stato in seguito superato dai recenti strumenti di ricerca scientifica, in particolare il test di paternità che rende per la prima volta certa l'identità del padre precedentemente stabilita per convenzione giuridica: matrimonio, riconoscimento, prova di paternità. Di conseguenza oggi essenzialmente si intende per padre biologico un uomo che dà il suo contributo genetico nel generare un bambino (attraverso un rapporto sessuale o una fecondazione in vitro).
Un'eccezione del riconoscimento biologico della paternità sta nell'adozione, dove il genitore adottivo maschio è considerato il padre a tutti gli effetti (padre adottivo).

## Storia della paternità

### Il Neolitico: la nascita del padre
Molti animali maschi non partecipano all'allevamento dei loro piccoli. Lo sviluppo degli uomini umani come creature coinvolte nell'educazione della loro prole ebbe luogo durante l'età della pietra. 
Infatti, fra gli archeologi e gli antropologi c'è consenso sull'ipotesi che la nozione di paternità sia nata molti anni dopo l'inizio dell'Olocene, cioè durante l'Evo Neolitico, in seguito agli avanzamenti tecnologici dell'agricoltura e dell'addomesticazione di animali. Occorre ricordare che per millenni, gli esseri umani sono vissuti di raccolta e caccia, e solo durante l'Evo Neolitico hanno iniziato a seminare e coltivare piante. 
Gli studiosi hanno ipotizzato che, quando gli umani hanno capito che potevano intervenire nella produzione di piante con la semina, si sono resi conto che esisteva un collegamento causale anche fra il rapporto sessuale e la gravidanza della donna, cioè che  l'uomo aveva un ruolo nella procreazione. 
È con questo passaggio, tecnologico e culturale, che nasce la nozione di paternità.
Infatti, benché sia difficile da concepire oggi, la figura del padre non è esistita sempre né dappertutto. Per esempio nelle società avunculate, la figura maschile che educa il bambino  è lo zio materno, cioè il fratello della madre. Questo è il caso dei Naxi in Cina: fino agli anni 1990 in questa comunità cinese i bambini venivano allevati dallo zio materno, senza conoscere il loro padre biologico, a cui non veniva attribuita importanza Ciò deriva da una delle loro credenze, secondo cui sarebbe la dea Abaogdu a mettere i semi nel grembo delle donne  mentre l'uomo non avrebbe alcun ruolo nella procreazione, tranne essere come la "pioggia sull'erba", cioè aiutare a far crescere un seme già presente .

### Antichità

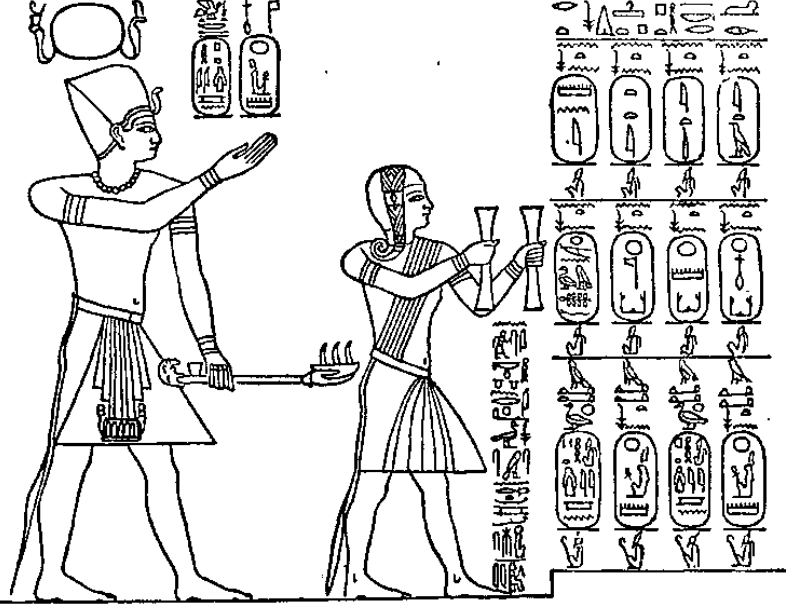
Il faraone Seti I insieme a suo figlio, il futuro Ramses II

Nella storia europea medievale e in gran parte della storia moderna, la cura dei bambini era prevalentemente di competenza delle madri, mentre in molte società i padri si occupano della famiglia nel suo insieme. Dagli anni '50, le scienziate sociali e le femministe hanno sempre più sfidato i ruoli di genere nei paesi occidentali, compreso quello del capofamiglia maschio. Le politiche prendono sempre più di mira la paternità come strumento per cambiare le relazioni di genere. La ricerca di varie società suggerisce che dalla metà del XX secolo i padri sono diventati sempre più coinvolti nella cura dei propri figli.
In alcuni stati del mondo è consentito a due genitori dello stesso sesso adottare bambini. Nel caso di due uomini che adottano uno o più figli, si usa spesso la definizione "due papà".

## Forme derivate
Per estensione, i sacerdoti di molte confessioni sono a volte detti "padre", quali "padri spirituali" della comunità che assistono. L'appellativo Dio Padre è dato in alcune religioni al Dio supremo. Vengono chiamati "padre" anche i principali ideatori, promotori o attuatori di progetti, opere, scoperte scientifiche e riforme sociali o politiche. Pater Patriae (Padre della Patria) era un titolo onorifico conferito nell'antica Roma.

## Ricorrenze
La festa del papà viene festeggiata nei paesi cattolici il 19 marzo, giorno dedicato nel calendario liturgico a San Giuseppe, padre putativo di Gesù.

## Galleria d'immagini

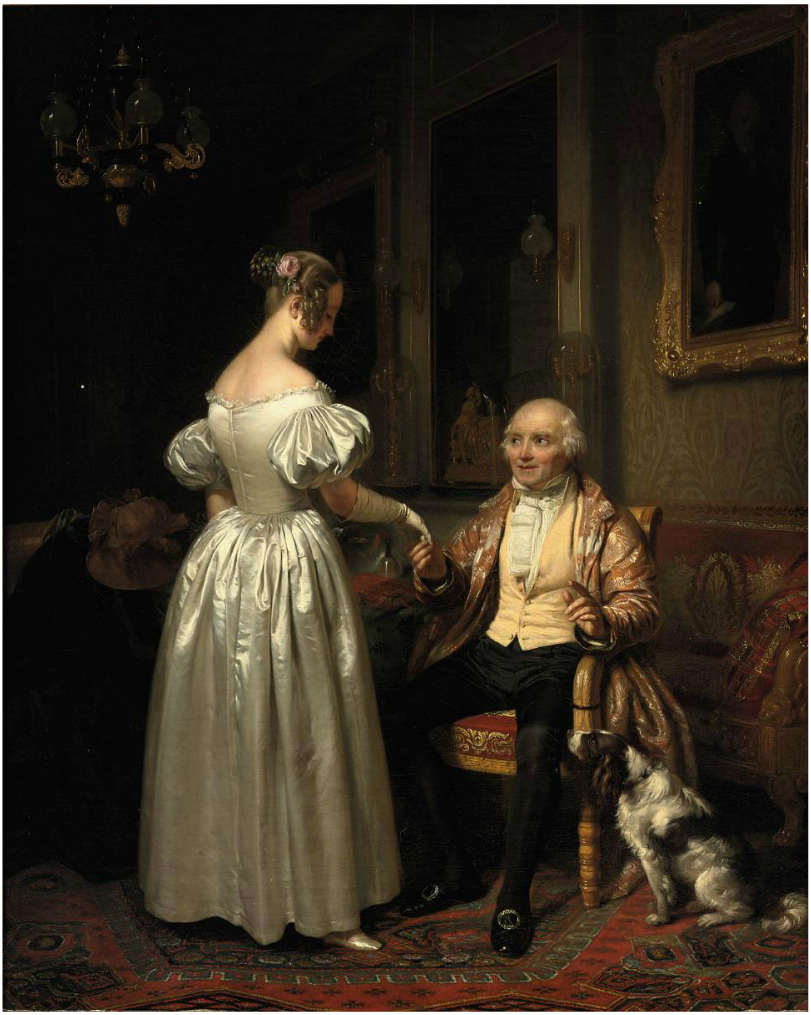
Consiglio parentale di Josephus Laurentius Dyckmans, 1831–1888
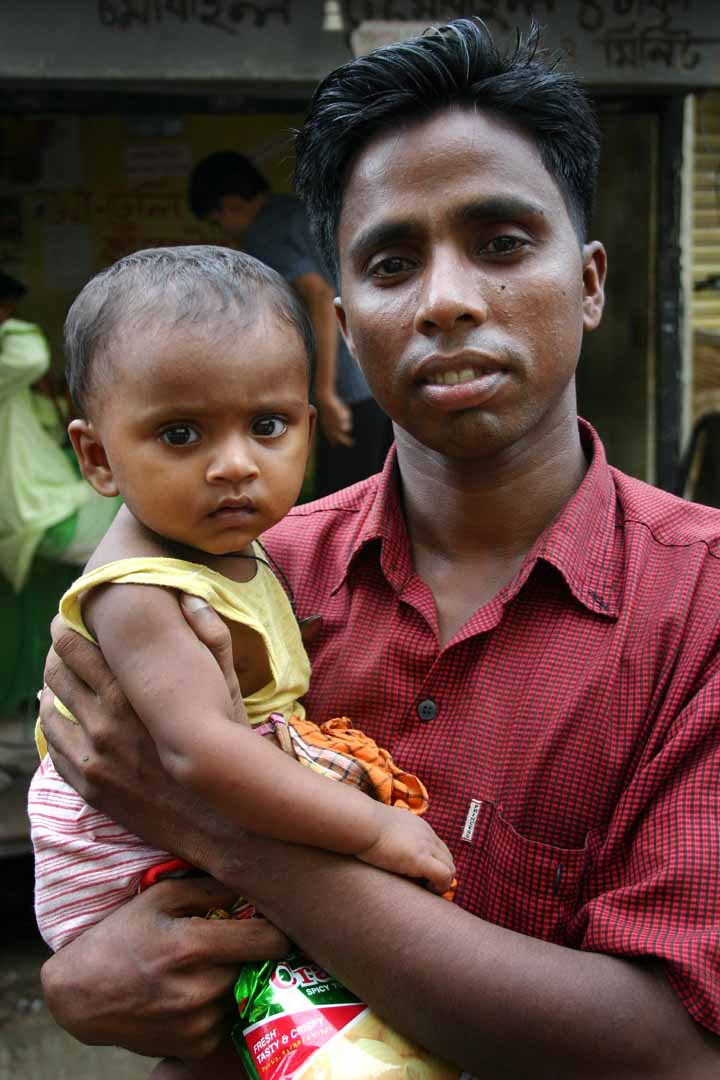
Padre e figlio, Dhaka, Bangladesh
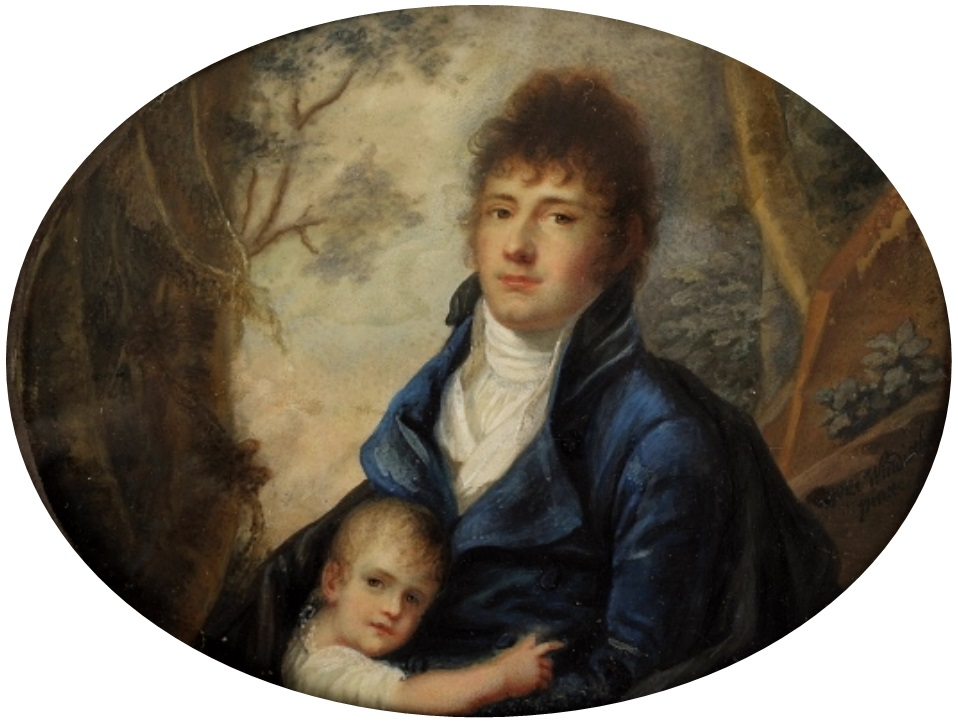
Amore paterno (1803) di Nanette Rosenzweig, Museo Nazionale di Varsavia
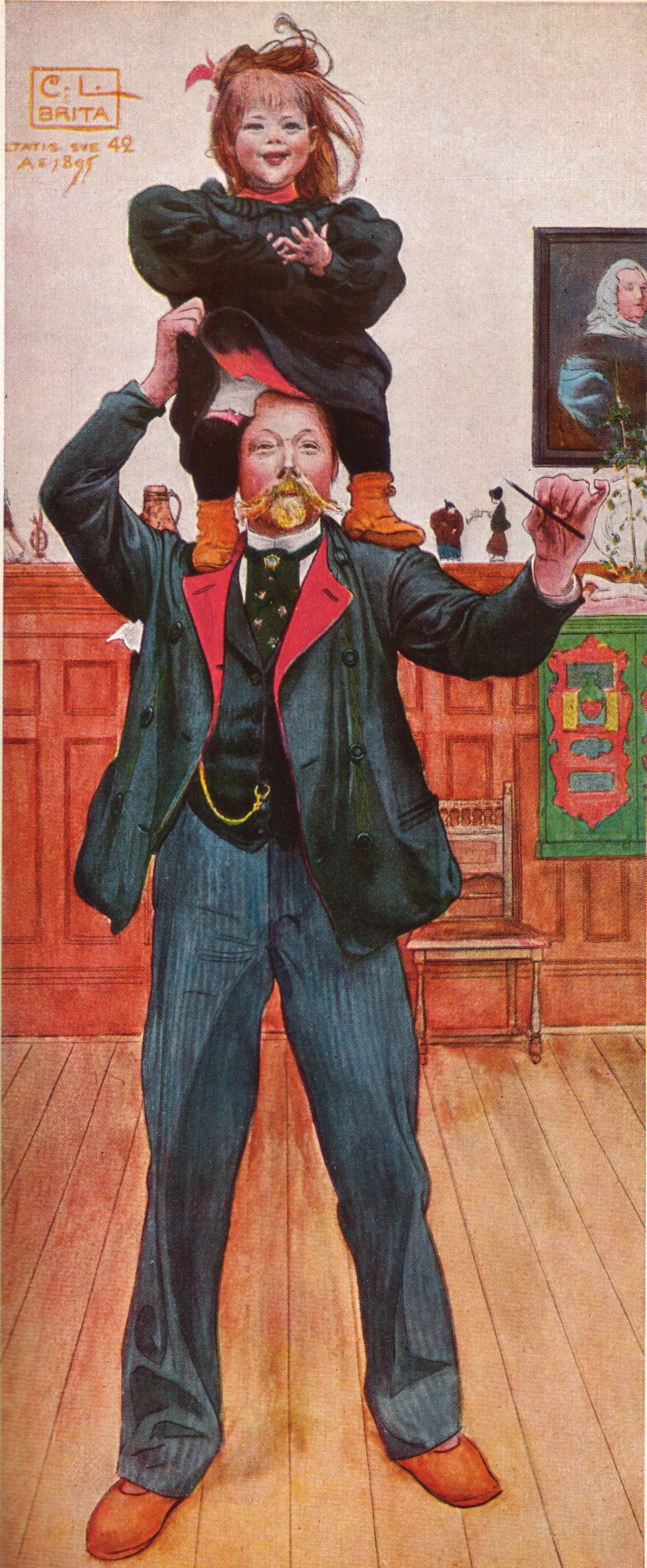
Il pittore Carl Larsson gioca con la sua ridente figlia Brita
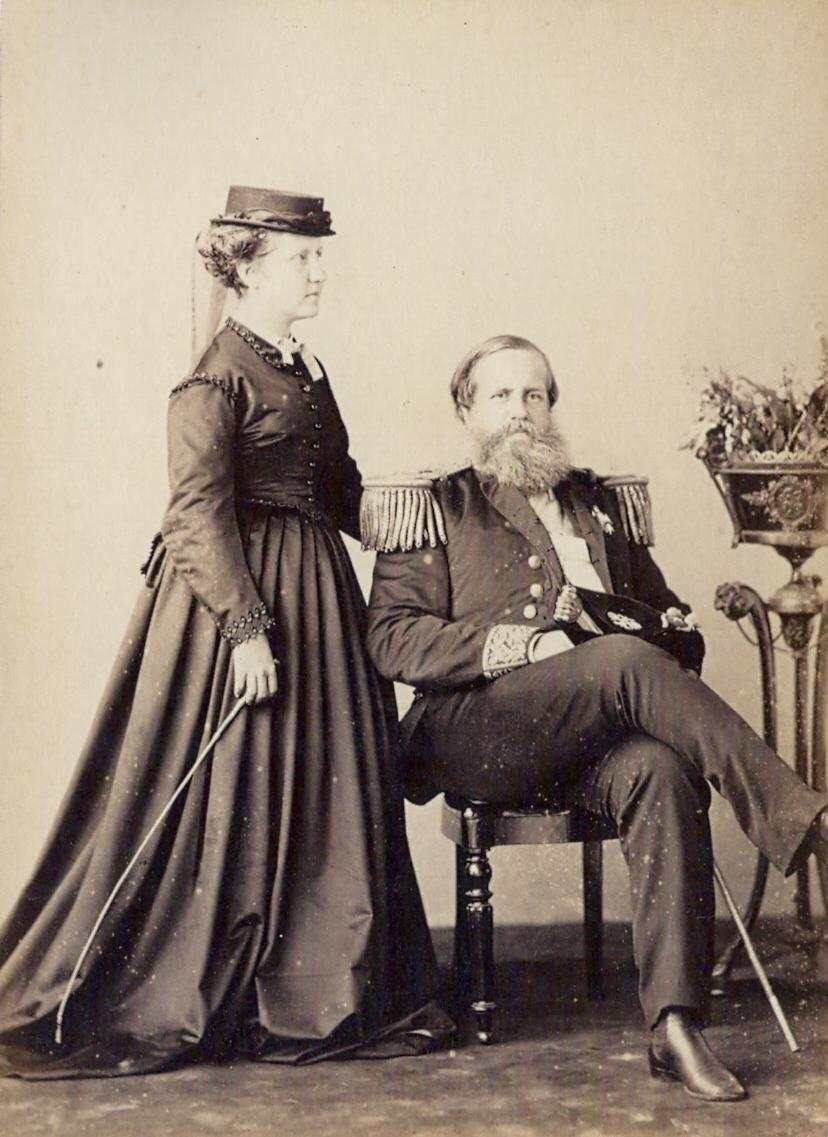
L'imperatore Pietro II del Brasile con sua figlia Isabella, principessa imperiale, circa 1870. Ha agito come reggente dell'Impero del Brasile per tre volte durante le assenze del padre all'estero[26].
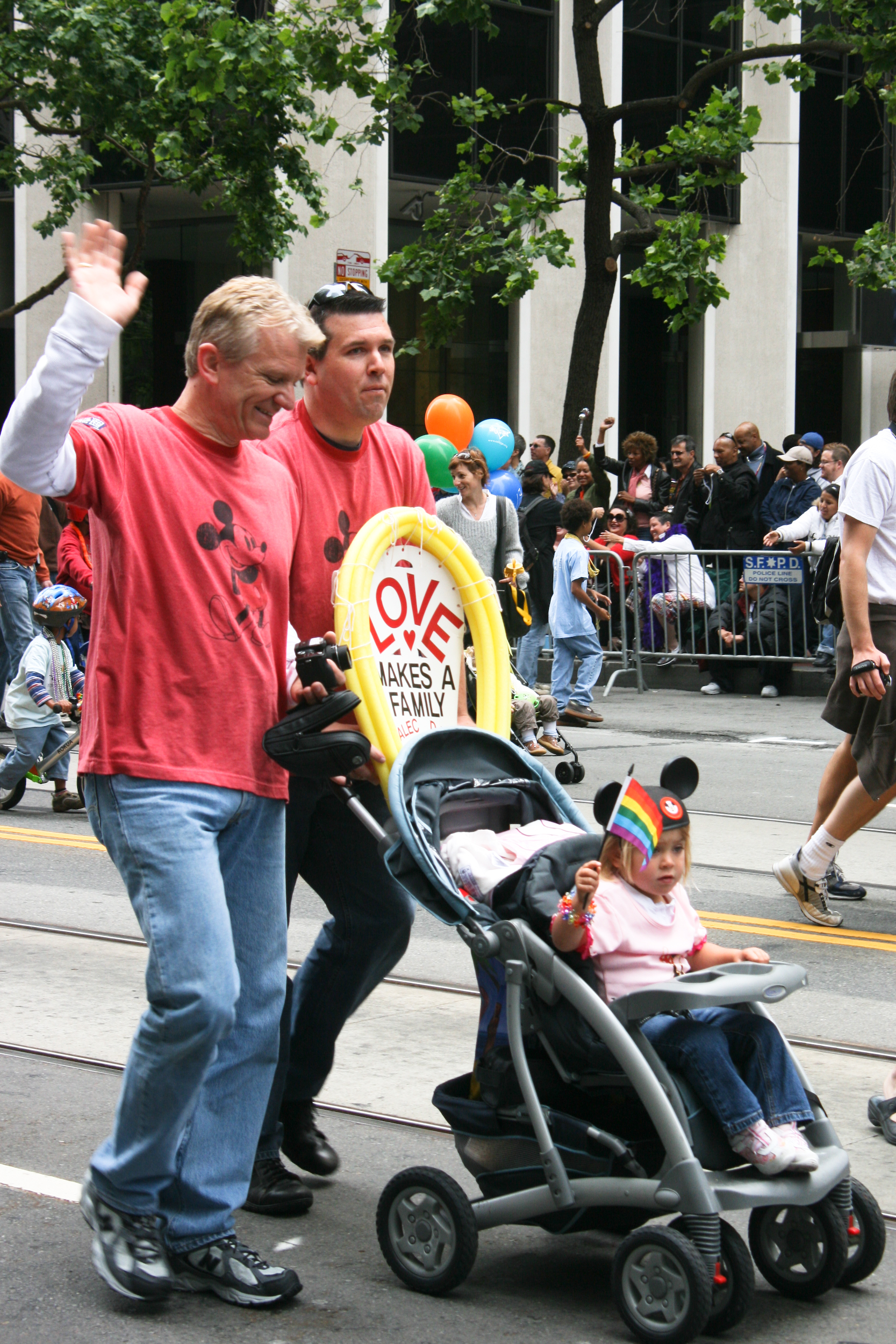
Coppia gay con bambino al Gay Pride di San Francisco nel 2008